# Rôtissage

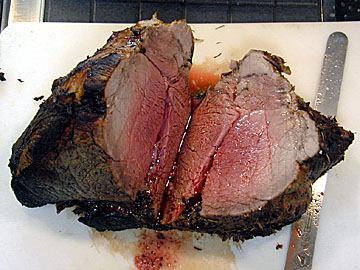
Un rôti de bœuf ou rosbif.

Le rôtissage (API : [ʁotisaːʒ]) est une méthode de cuisson (cuisson par concentration), qui consiste à exposer la nourriture à une forte source de chaleur sèche, à l'air libre ou dans un four. Le résultat obtenu est appelé, selon les recettes et les régions, un rôti ou une rôtie.

## Les rôtis de viande et de légumes
Le rôtissage provoque généralement une caramélisation ou une réaction de Maillard à la surface de la pièce de nourriture ainsi préparée, ce qui est considéré comme une amélioration de son arôme. La viande et la plupart des légumes-racines et des légumes-bulbes peuvent être rôtis.
Une pièce de viande, et plus particulièrement la viande rouge, cuite de cette manière, est appelée « rôti ». Les viandes et les légumes préparés de cette manière sont décrits comme rôtis (c'est-à-dire comme le poulet rôti ou la courge rôtie). Certains aliments, comme les grains de café, les fèves de cacao ou les noisettes peuvent également être rôtis pour améliorer leur arôme (torréfaction).

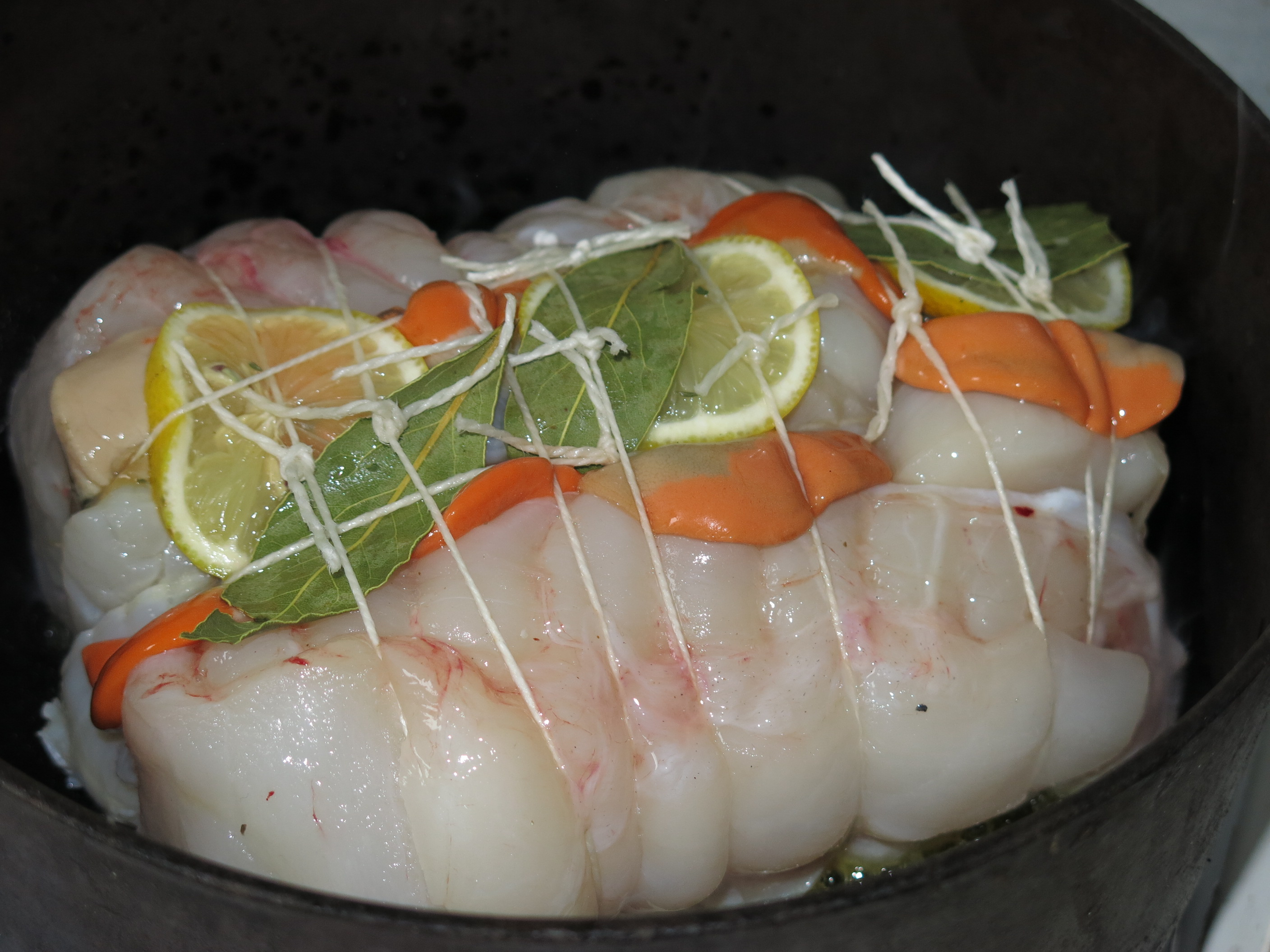
Rôti de lotte aux coquilles Saint-Jacques, avant cuisson.

## Alternatives végétariennes et végétaliennes
Les personnes ayant une alimentation végétarienne (excluant la consommation de chair animale) ou végétalienne (excluant également tous les sous-produits animaux tels que les œufs, les produits laitiers, le miel…), peuvent réaliser des rôtis à base d'alternatives à la viande, telles que le seitan, dont le goût peut se rapprocher plus ou moins de celui de la chair animale.

## Littérature
Dans la littérature française, le rôti fut mis à toutes les sauces. On peut citer par exemple le Rôti de beauf de Cabu et Christian Moncelet, en 1985, ou Le Rôti de veau, pièce en un acte d'Elka, en 1972.

## Voir également